# یامنیتسه (جمهوری چک)
یامنیتسه (به چکی: Jamnice) یک منطقهٔ مسکونی در جمهوری چک است که در Stěbořice واقع شده‌است.